# نداء استغاثة
نداء الاستغاثة أو إشارة الاستغاثة هي وسيلة متعارف عليها عالمياً لطلب المساعدة. نداءات الاستغاثة عادة ما تصنع من خلال مذياع، أو عرض شيئاً ما مرئي، أو إصدار ضجة من مسافة.

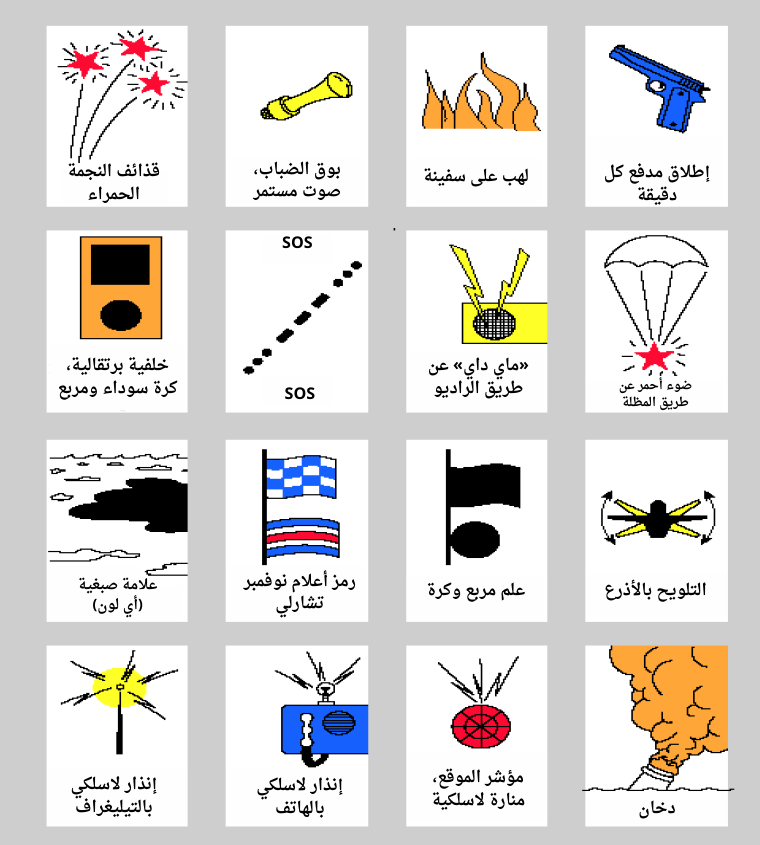
إشارات الإستغاثة العالمية

نداء الاستغاثة يشير أن شخصاً ما أو مجموعة من الأشخاص كسفينة، أو طائرة، أو أي مركبة تكون مهددة بخطر جسيم ومتوقع حدوثة في وقت قريب كالغرق، أو الانفجار، أو التوهان وتطلب تلك المركبة أو المجموعة (أو الشخص) المساعدة الفورية.

## نداءات الاستغاثة البحرية

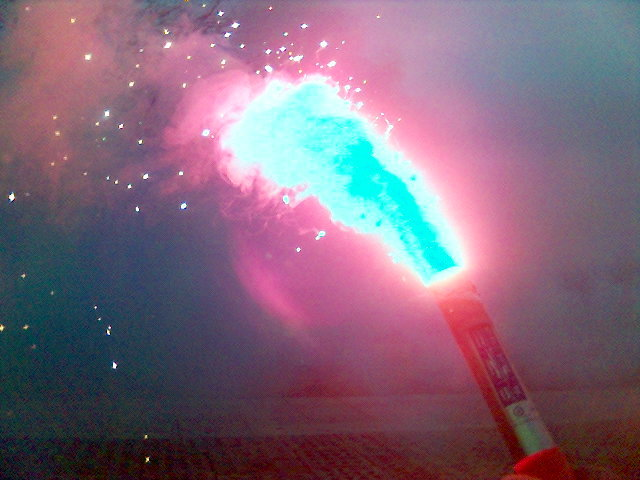
مادة متوهجة (ألعاب نارية)، تعتبر إحدى أنواع صواريخ الإنقاذ، وهي إحدى الطرق لإرسال نداء استغاثة.

نداءات الاستغاثة ينبغي فقط أن تستخدم في حالة وجود تهديد بخطر جسيم ومتوقع حدوثة في وقت قريب وقد يؤثر على حياة شخصاً أو أكثر.
الاستغاثة يمكن أن تكون بأيٍ من الطرق التالية:
- بعث رسالة ماي داي بواسطة الراديو في نطاق التردد جد عالي (بالعربية: تردد عالي جداً) القناة 16 (بتردد 156.8 ميجا هيرتز) أو في نطاق التردد العالي HF) على 2182 كيلو هيرتز
- إرسال إس أو إس بواسطة مورس كود عبر الوميض بالضوء أو الصوت ( ▄ ▄ ▄ ▄▄▄ ▄▄▄ ▄▄▄ ▄ ▄ ▄ ).
- استخدام الصواريخ المتوهجة الحمراء (إما التي تمسك باليد، أو بالأرجل، أو بمظلة الهبوط)
- إصدار دخان برتقالي اللون من علبة صفيحية تحتوي على الغاز
- إظهار الشعلات النارية (مثلا من إشعال إطار أو برميل زيت)
- رفع وخفض الأذرعة المشدودة على الجانبين بشكل بطيء وسريع
- إصدار صوت مستمر بواسطة بوق الضباب
- بواسطة مسدس أو أي تفجير بفترة دقيقة بين كل تفجير وآخر
- استخدام أعلام الإشارات البحرية الدولية
- إشارة تتكون من راية مربعة وبها من الأعلى أو الأسفل كرة، أو أي شيء يشابه الكرة

إذا لم يتم توافر أي من الطرق بالأعلى، يمكن فقط مجرد جذب الانتباه بأي شيء غير اعتيادي، مثل رفع الشراع مقلوب.
لم تعد طريقة قلب العلم القومي تستخدم، لأن بعض الأعلام لن يتم التعرف على أنها مقلوبة، (مثل  إيطاليا)، فيصعب على الشخص إدراك أن علماً مثل ذلك مقلوباً. في حالة عدم توافر أي شيء أكثرمن العلم القومي، يمكن رفعة وعمل عقدة به.

## نداءات الاستغاثة الجوية
تردد الطوارئ للطائرة المدنية هو 121.5 ميجا هيرتز. الطائرات العسكرية تستخدم 243 ميجا هيرتز (التي هي النغمة التوافقية (ضعف) 121.5 ميجا هيرتز). الطائرة يمكنها أيضاً إرسال إشارة طوارئ بإرسال واحداً من الإشارات المجيبة (هي أربعة أرقام (خانات) تلك التي يستخدمها الطيار في إرسال الموجات العائدة للرادار المراقب)، مثل 7700. ويكمن أيضًا بعث رسالة ماي داي ثلاثة مرات بواسطة الراديو.
هناك أيضاً طريقة أخرى للطيران، وهي انحدار معين للطائرة، وهو سلسلة من منعطفات 120°. هذا الأسلوب يعرف باسم «نمط الاستغاثة الثلاثي». وهو نادراً ما يستخدم; يستخدم حين عدم توافر اتصال لاسلكي.

## نداءات الاستغاثة من الجبال
النداءات المتعارف عليها من الجبال هي مجموعة من ثلاث. نداء الاستغاثة يمكن أن يطلق بواسطة إشعال 3 نيران، أو وضع أكوام من الحجارة أو الصخور في مثلث، أو 3 ومضات من الضوء والانتظار دقيقة، ثم العودة مرة أخرى للوميض ثلاث مرات، حتى يُستجاب. والرد المناسب هو ثلاث ومضات.

## كوسيلة للمؤامرة
يمكن استخدام إشارات النجدة (أو الاستغاثة) من قبل قرصان لجذب سفينة أخرى ومن ثم الهجوم عليها وخطفها.